# لو مارش
لو مارش هو لاعب كرة القدم الكندية كندي، ولد في 17 فبراير 1879 في تورونتو في كندا، وتوفي في 4 مارس 1936.